# Kleine Schweimke
Die Kleine Schweimke im Harz ist ein etwa 2 km langer, nordöstlicher und orografisch rechtsseitiger Zufluss der Großen Schweimke nördlich von Herzberg am Harz im Landkreis Göttingen in Niedersachsen.

## Verlauf
Die Kleine Schweimke entspringt im Oberharz im Naturpark Harz. Ihre Quelle liegt in den südwestlichen Ausläufern des Gebirgskamms Auf dem Acker rund 1,1 km südwestlich des Schindelkopfes und etwas nordöstlich des Jährlingsberges auf etwa 572 m ü. NN. Sie fließt in südwestliche Richtung. Im mittleren Teil durchläuft der Bach einen tiefen Graben, den Jährlingsberger Graben. Schließlich mündet die Kleine Schweimke auf rund 315 m ü. NN in die Große Schweimke, die kurz darauf in die Kleine Steinau einfließt.